# Chaux-des-Prés
Chaux-des-Prés foi uma comuna francesa na região administrativa de Borgonha-Franco-Condado, no departamento de Jura. Estendia-se por uma área de 7,79 km². Em 2010 a comuna tinha 832 habitantes (densidade: 106,8 hab./km²).
Em 1 de janeiro de 2016, passou a formar parte da nova comuna de Nanchez.